# Trekantssambandet

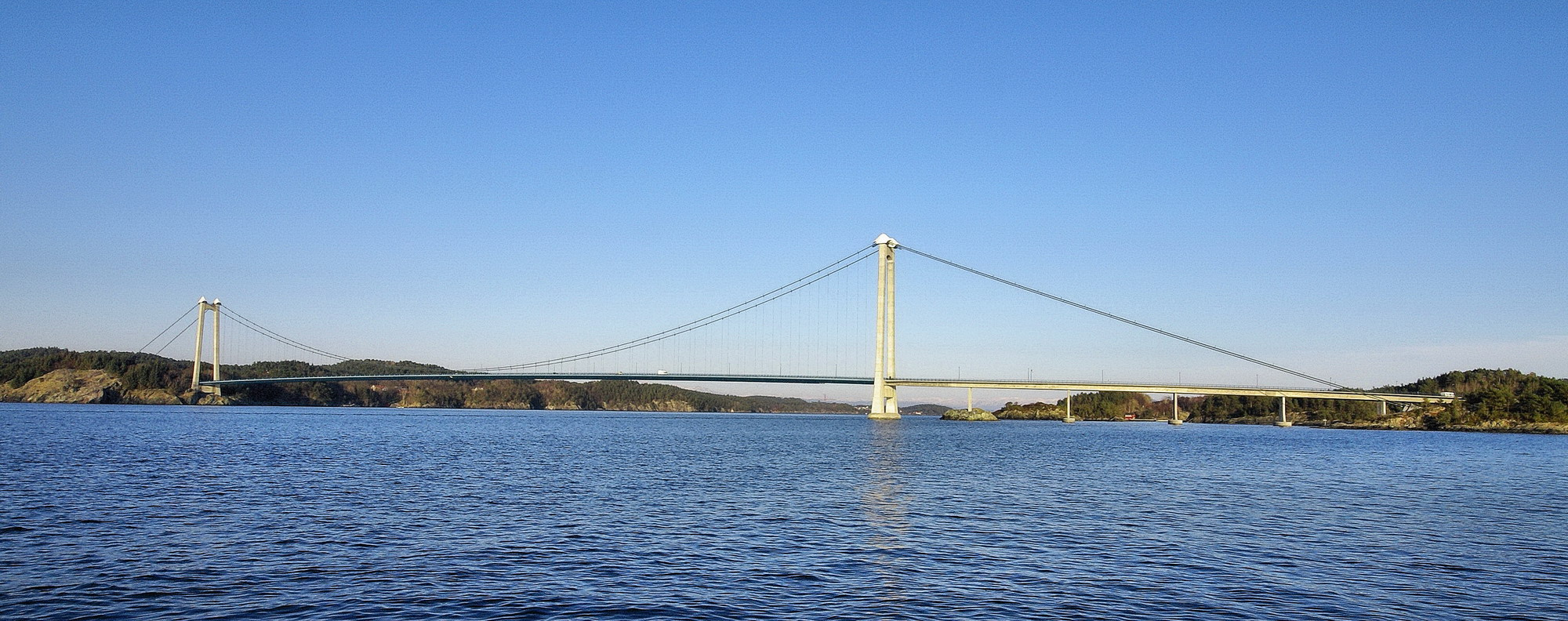
Stordabron.

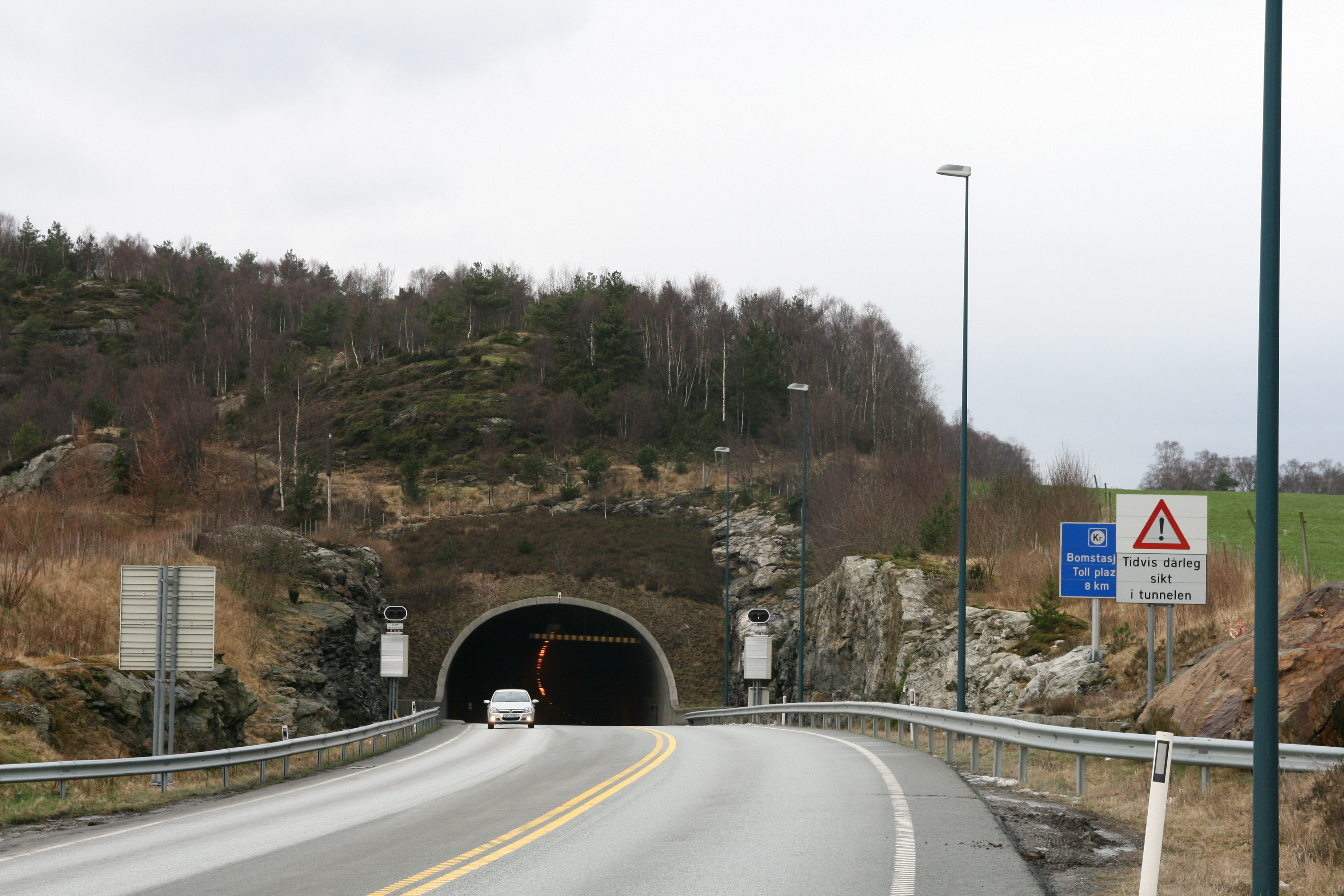
Bømlafjordtunneln.

Trekantssambandet (norska: Trekantsambandet) är benämningen på två hängbroar, en tunnel (Bömlafjordtunneln) samt en mindre bro (och mellanliggande vägar) i Vestland fylke i västra Norge. De blev färdigställda 2001 och var avgiftsbelagda tills 2013, då tillräckligt stor andel av byggkostnaden kommit in.
Trekantssambandet binder samman ökommunerna Stord och Bømlo med Sveio kommun på fastlandet.